# Oļegs Matvejevs
Oļegs Matvejevs (Riga, 20 ottobre 1981) è un ex giocatore di calcio a 5 ed ex calciatore lettone, di ruolo pivot e attaccante.

## Carriera

### Calcio a 5

#### Club
Dal 2001 al 2004, ha giocato nel Bugroff Riga. È stato poi in forza al Raba, allo Scara e ai Nikars. A gennaio 2009, si è trasferito ai ciprioti dell'AGBU Ararat. Il 16 dicembre 2010, è stato reso noto che Matvejevs sarebbe tornato ancora all'Ararat. Nel 2013, è stato in forza all'Anzhi Tallinn. Il 17 ottobre dello stesso anno, è stato reso noto il suo passaggio ai norvegesi del Kongsvinger.

#### Nazionale
Dal 2000, gioca per la Lettonia.

### Calcio
Nel 2014, è passato al Fu/Vo, in Norvegia. L'anno successivo si è trasferito al Rilindja.